# البيزنطية

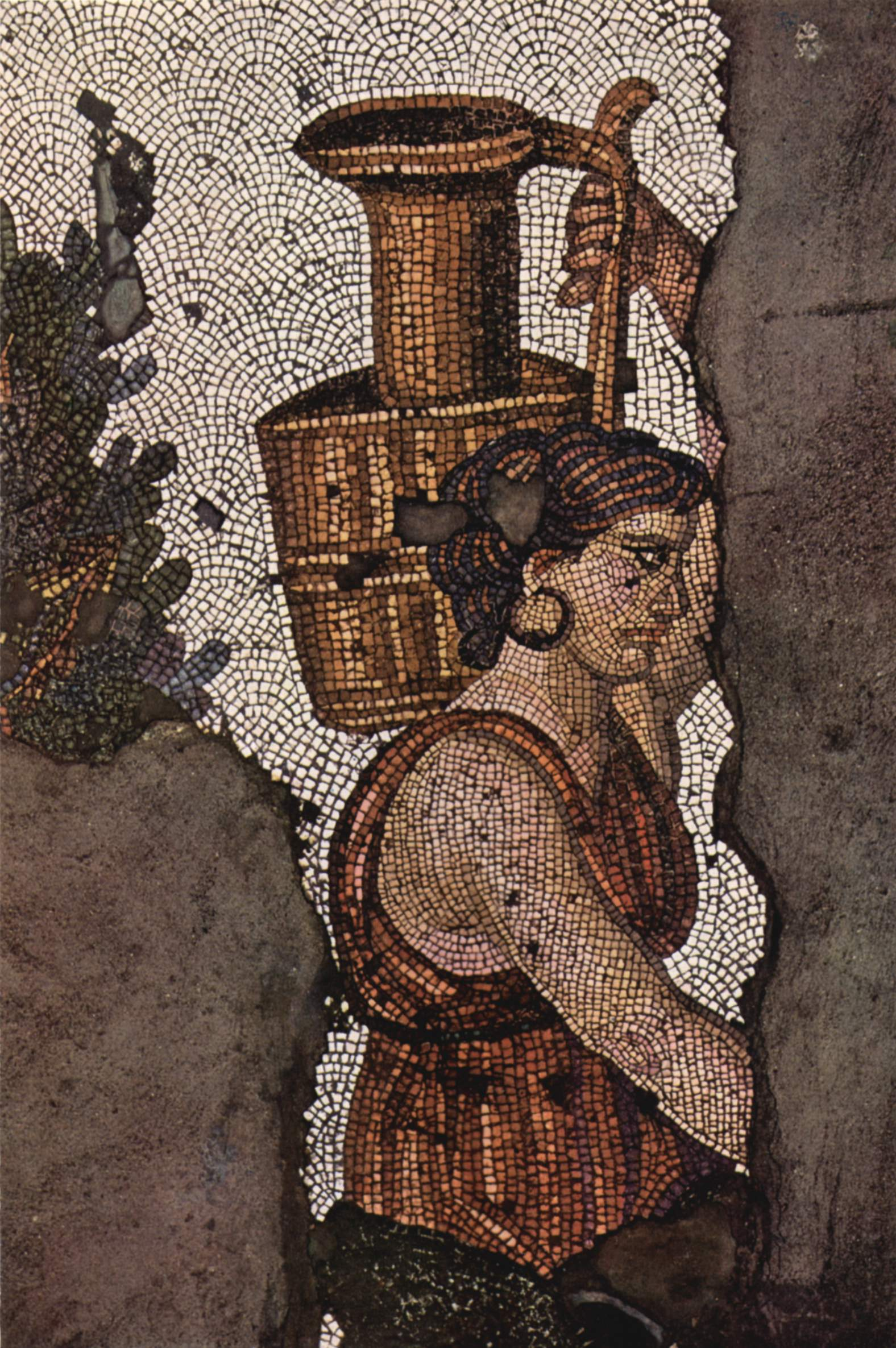

البيزنطية هو نظام سياسي وثقافي للإمبراطورية البيزنطية، وورثتها الشرعيون بشكل خاص هم دول البلقان المسيحية وروسيا تمت صياغة «مصطلح البيزنطية» في القرن 19م في الأصل المصطلح به ارتباطات سلبية مما يعنى التعقيد والإستبداد.
تلك السمعة السيئة تؤكد التعقيدات المختلطة لوزارات الإمبراطورية، التفريط في مراسم المحاكم، ومن المفترض عنها أيضاً الافتقار للعمود الفقري للشؤون الزوجية. وفوق ذلك، «النظام البيزنطي» تقترح الميل للدسيسة والمؤامرات والاغتيالات ودولة بشكل عام ظروفها غير مستقرة سياسيا. ذلك المصطلح انتقده الكثير من الأدباء الحدثاء لكونه مصطلح «عام» غير ممثل لحقيقة الأرستقراطية والبيروقراطية البيزنطية.

## الأرستقراطية والبيروقراطية
الإمبراطورية البيزنطية مصطلح جديد استخدم من قبل الغرب للإشارة إلى العصور الوسطى للإمبراطورية الرومانية ومن ثم فهنالك نظام معقد من الأرستقراطية والبيروقراطية التي كانت مستمدة من الأنظمة الرومانية السابقة. في قمة الهرم الإمبراطور هو الحاكم الوحيد والحاكم المقدس وتحته العديد من المسؤولين وموظفى المحاكم لإدارة الجهاز الإداري للدولة. فكان يُعد عنصرا أساسيا من سلطة الدولة وهيبة المؤسسة الإمبراطورية في تلك العصور القديمة.

## قائمة المراجع
1. ↑  Dimiter G. Angelov, Byzantinism: The Imaginary and Real Heritage of Byzantium in Southeastern Europe, in Dimitris Keridis, Ellen Elias-Bursać, Nicholas Yatromanolakis, New approaches to Balkan studies, Brassey's, 2003, ISBN 1-57488-724-6, Google Print, p.3 نسخة محفوظة 22 سبتمبر 2014 على موقع واي باك مشين.
2. ↑  Angelov 2003, p.11 نسخة محفوظة 22 سبتمبر 2014 على موقع واي باك مشين.
3. ↑  Angelov 2003, p.8 نسخة محفوظة 21 مارس 2015 على موقع واي باك مشين.
4. ↑  Angelov 2003, p.6 نسخة محفوظة 22 يونيو 2013 على موقع واي باك مشين.
5. ↑  Angelov 2003, pp.17–18 نسخة محفوظة 22 يونيو 2013 على موقع واي باك مشين.